# Tượng đài Jakub Weiher
Tượng đài Jakub Weiher (tiếng Ba Lan: Pomnik Jakuba Weihera) là tượng đài nằm ở Quảng trường Jakub Weiher, Wejherowo, Ba Lan để tưởng nhớ người sáng lập thành phố, ông Jakub Weiher.

## Lịch sử
Năm 1982, Ủy ban Xã hội Monumnet của Jakub Weiher ra đời với mục đích gây quỹ cho việc xây dựng tượng đài. Năm 1991, quá trình xây dựng hoàn tất.

### Trang trí tượng đài
Bức tượng mang nhiều diện mạo khác nhau vào mỗi dịp đặc biệt, chẳng hạn như hoá trang bức tượng thành ông già Noel trong dịp Giáng sinh.
Ngày 23 tháng 1 năm 2016, một bức ảnh chụp tượng đài được tuyết bao phủ khiến bức tượng trông như Darth Vader (một nhân vật tưởng tượng trong loạt phim Star Wars và là nhân vật phản diện chính trong bộ ba phim gốc). Bức ảnh này huất hiện trên một tờ báo địa phương Wejherowo.pl và nhanh chóng lan truyền trên mạng xã hội, các phương tiện truyền thông nước ngoài, bao gồm cả tạp chíTime. Bức ảnh nhận được hơn 2.000 lượt thích và gần 1.000 lượt chia sẻ.
Vào ngày 16 tháng 12 năm 2017, thành phố trang trí tượng đài thành Darth Vader cho hội nghị Forcecon 2017 (đây là hội nghị lần thứ II của những người hâm mộ Chiến tranh giữa các vì sao diễn ra trong thành phố). Nhân dịp này, thành phố đã khoác lên tượng đài đèn chiếu sáng, mũ bảo vệ, áo choàng và các đồ trang trí khác sao cho giống với nhân vật Darth Vader.
Vào ngày 7 tháng 12 năm 2020, ủy viên hội đồng thành phố Kraków, Ba Lan, Łukasz Wantuch, đã đề xuất xây dựng tượng đài của Darth Vader ở quận Nowa Huta để thu hút thêm du khách.